# アンリ・シャピュ
アンリ・シャピュ（Henri-Michel-Antoine Chapu、1833年9月29日 – 1891年4月21日）はフランスの彫刻家である。

## 略歴
セーヌ＝エ＝マルヌ県のル・メ＝シュル＝セーヌで生まれた。両親は貴族の家の御者と女中だった。家族とパリに移った後、1847年に装飾美術を学ぶために、パリのプチ・エコール（後の国立高等装飾美術学校）に入学した。プチ・エコールで才能を認められ、1849年にエコール・デ・ボザールに進んだ。彫刻家のジェームス・プラディエ(James Pradier: 1790–1852)のもとで修行を続け、1852年にプラディエが亡くなった後は、フランシスク・デュレのもとで修行し、1851年にローマ賞の2位になった後、1855年にローマ賞を受賞した。
1856年から1861年まで、イタリアで修行し、1861年にイタリアで「ケーリュケイオンを造るメルクリウス」を制作し、帰国後の1863年にサロン・ド・パリに出展し3等のメダルを受賞した。その後もサロンへの出展を続け、何度か賞を得た。1866年にレジオンドヌール勲章（シュヴァリエ）を受勲した。1867年のパリ万国博覧会にも出展した。代表的な作品には1870年に制作された農婦の姿のジャンヌ・ダルクの像などがある。彫金家としても知られ、フランスで、メダルの彫金が芸術として再評価されるのに貢献した。
1880年にレジオンドヌール勲章（オフィシエ）を受勲した。
パリの私立の美術学校、アカデミー・ジュリアンで教えた。教えた学生にはドニ・ピュエッシュらがいる。

## 作品

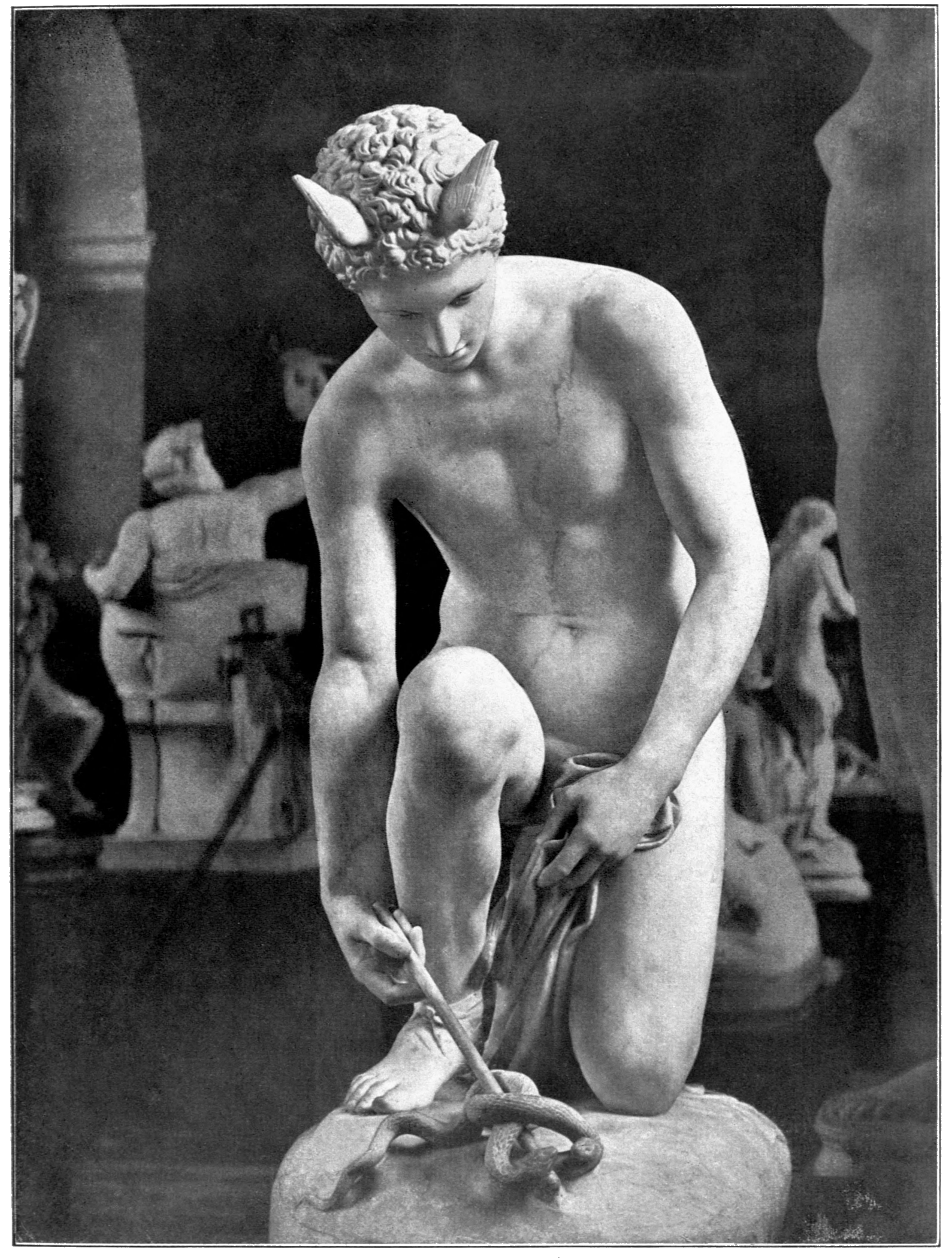
「ケーリュケイオンを造るメルクリウス」
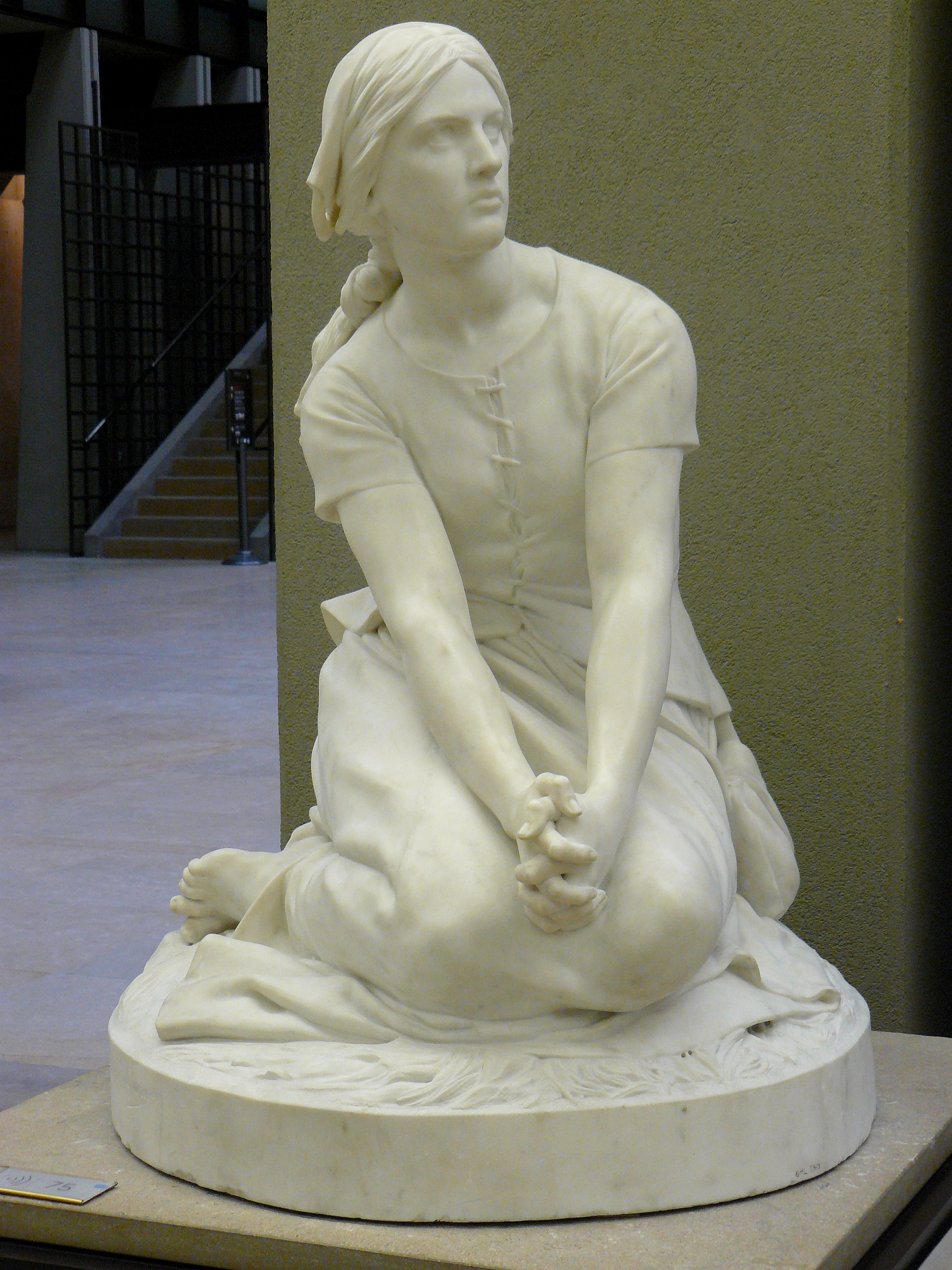
ジャンヌ・ダルク像 (1870)
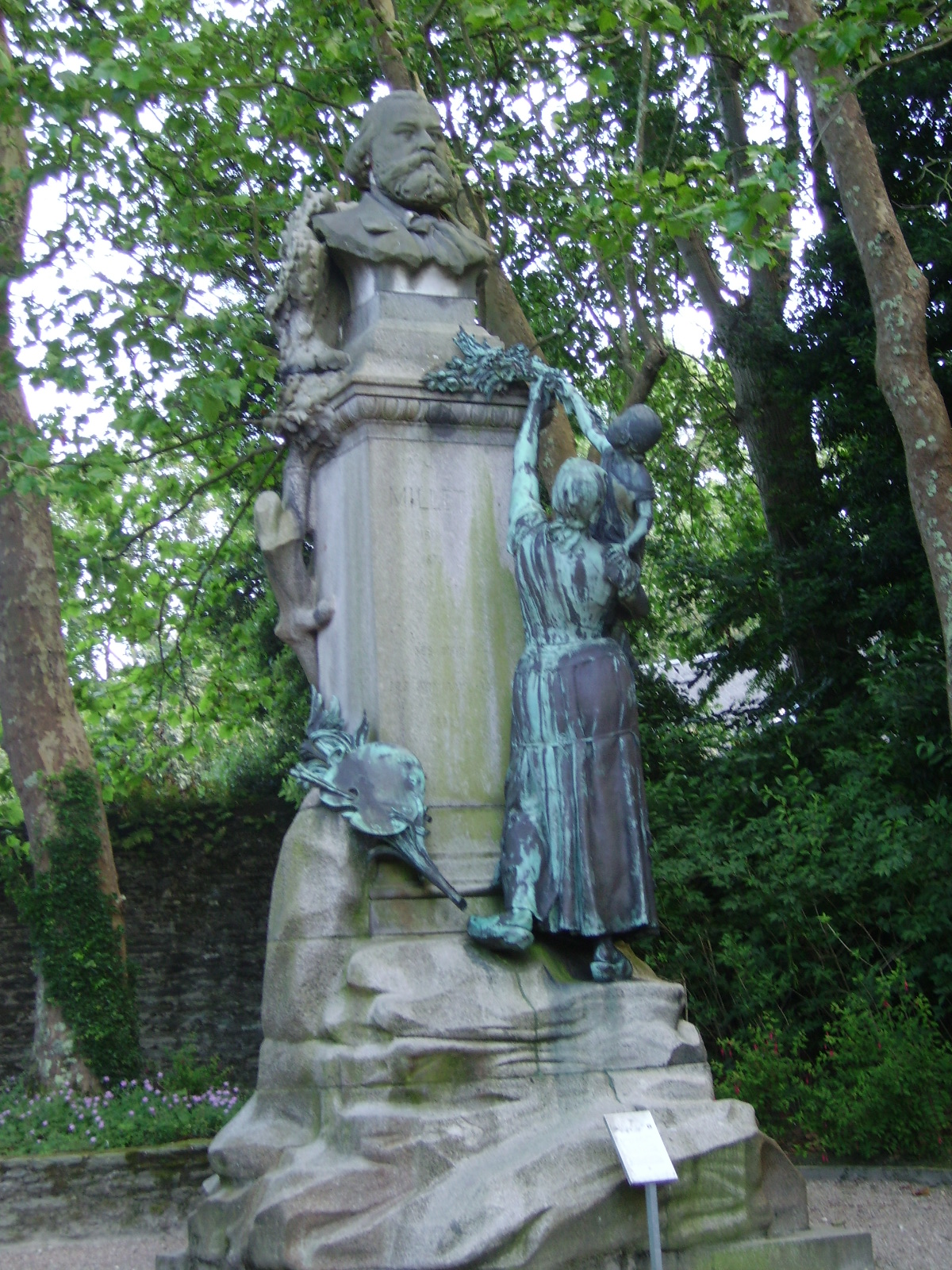
シェルブール＝オクトヴィルの公園の画家ジャン＝フランソワ・ミレーの像
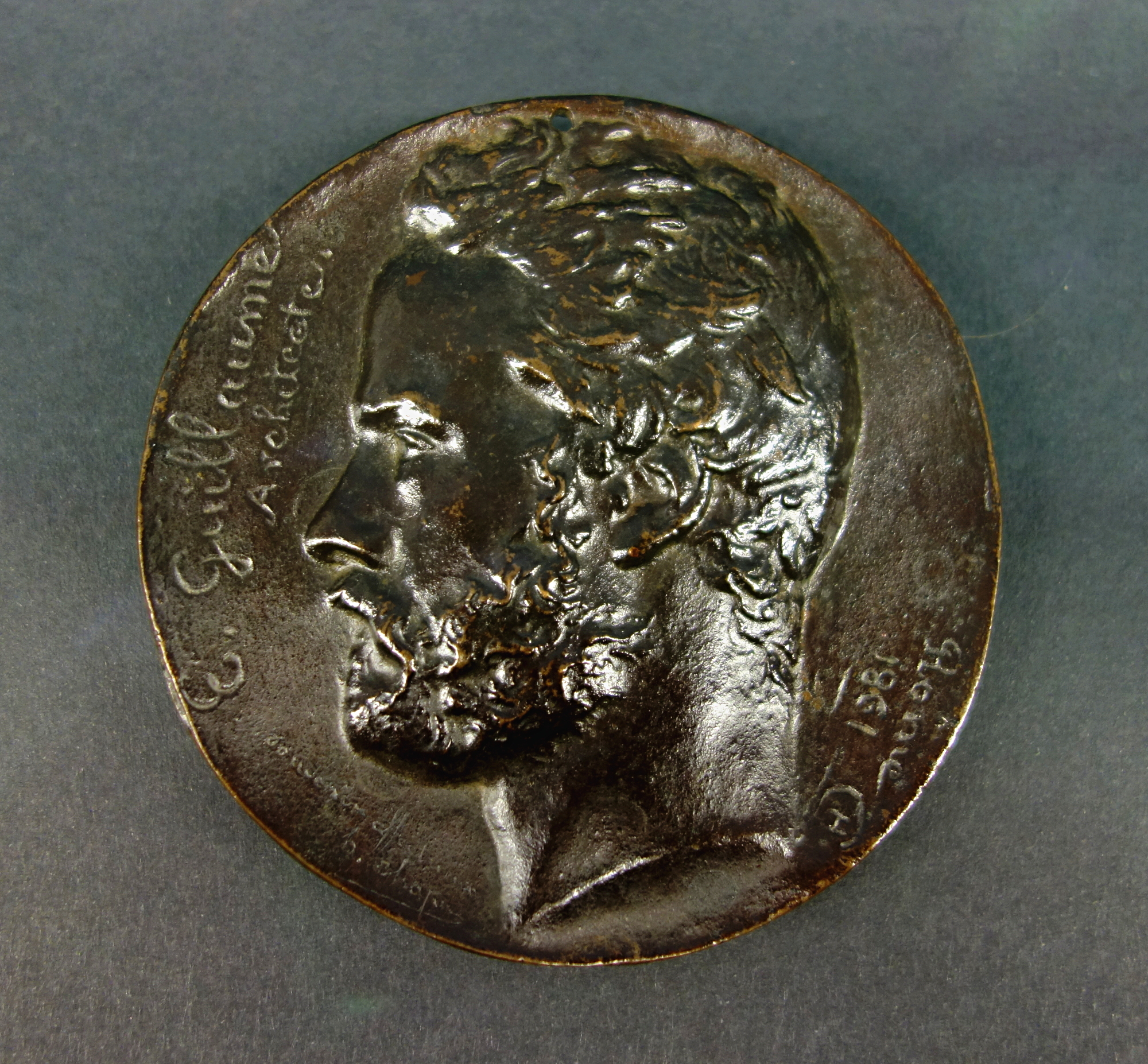
彫刻家ウジェーヌ・ギヨームの肖像メダル